# Jay Livingston
Jay Livingston (McDonald, Pensilvânia, 28 de março de 1915 – Los Angeles, 17 de outubro de 2001) foi um compositor e letrista estado-unidense, parceiro de Ray Evans em uma composição, mais conhecido pelas canções compostas para filmes. Livingston escrevia a música e Evans as letras.
Sepultado no Westwood Village Memorial Park Cemetery.